# Giulio de Padova
Giulio De Padova (Civitanova; 1986) es un pianista italiano de música clásica.

## Biografía
Estudió piano y se graduó con honores y mención cum laude en el Conservatorio “GB Pergolesi” de Fermo, con el maestro Enrico Belli. Posteriormente recibió clases magistrales de A. Jasinskij, P. Rattalino y L. Berman. También ha asistido a curso de perfeccionamiento a cargo de Giorgia Tomassi, Lukas Vondracek, Anti Siirala, Paul Lewis, Dejan Lazic, Fredrik Ullén, Cristina Ortiz, Tamara Stefanovich, Pierre Laurent Aimard, Enrico Pace o Benedetto Lupo. En 2009 asistió a la Escuela de Fráncfort del Meno, bajo la dirección de Catherine Vickers. En 2014 continuó estudios con Mario Coppola.
Su repertorio incluye obras de Beethoven, Chopin, Liszt, Rajmáninov o Skriabin.

## Premios
- Primer Premio en el I Concurso Internacional de Piano “Ciudad de Vigo, Vigo, España.
- Primer Premio en el Concurso Nacional de Piano “María Pia Ausolani Napolitano, Nápoles, Italia.
- Premio “Anna Maria De Vita”, Battipaglia.
- Premio “Hyperion – Sonja Pahor”, Ciampino.
- Primer Premio en el “Premio Internacional Costa de Amalfi”, Vietri sul Mare.
- Primer Premio en el XVIII Concurso “Pietro Argento”, en 2015.[1]
- Primer Premio en el Concurso Internacional Gaetano Zinetti, Sanguinetto, Verona, en 2016.[2]
- Primer Premio del Concurso “George y Aurora Giovannini”, Reggio Emilia, en 2017.[3]
- Primer Premio (compartido) en el XXXVI Concurso Internacional de Piano Delia Steinberg, Madrid, España, el 28 de abril de 2017.[4]
- Primer Premio del Concurso “Enrica Prati”, en el Festival de Val Tidone, el 18 de junio de 2017.[5]